# Салангана яванська
Саланга́на яванська (Aerodramus salangana) — вид серпокрильцеподібних птахів родини серпокрильцевих (Apodidae). Мешкає в Південно-Східній Азії.

## Опис
Довжина птаха становить 11,7-12 см, вага 11,3 г. Верхня частина тіла чорнувато-коричнева, нижня частина тіла рівномірно світло-коричнева, гузка сірувато-коричнева. Хвіст виїмчастий, з неглибоким вирізом. Оперення на стегнах майже або повністю відсутне. У представників підвиду A. s. natunae крила довші, ніж у представників номінативного підвиду, а лапи більш оперені. Представники підвидів A. s. maratua і A. s. aerophilus є меншими, ніж представники номінативного підвиду. Також у представників підвиду A. s. aerophilus виїмка на хвості найбільш глибока і становить 11-13%.

## Підвиди
Виділяють чотири підвиди:
- A. s. aerophilus (Oberholser, 1912) — Ніас та інші острови на захід від Суматри;
- A. s. natunae (Stresemann, 1930) — Суматра, Калімантан і острови Натуна[en];
- A. s. maratua (Riley, 1927) — острови Маратуа[id] (на північний схід від Калімантану);
- A. s. salangana (Streubel, 1848) — Ява.

## Поширення і екологія
Яванські салангани мешкають в Індонезії, Малайзії і Брунеї. Вони живуть переважно у вологих тропічних лісах. Живляться комахами, яких ловлять в польоті, переважно жуками, мурахами і термітами. Гніздяться в печерах. Гніздо робиться переважно зі слини. В кладці два яйця, Інкубаційний період триває 19-27 днів, насиджують і самиці, і самці. Пташенята покидають гніздо через 41-56 днів після вилуплення.